# Lieja-Bastoña-Lieja 2020
La 106.ª edición de la clásica ciclista Lieja-Bastoña-Lieja fue una carrera que se celebró el 4 de octubre de 2020  sobre un recorrido de 257 kilómetros con inicio y final en la ciudad de Lieja en Bélgica.
La carrera, además de ser la segunda clásica de las Ardenas, formó parte del UCI WorldTour 2020, calendario ciclístico de máximo nivel mundial, donde fue la decimoséptima carrera de dicho circuito y fue ganada por el esloveno Primož Roglič del Jumbo-Visma. Completaron el podio, como segundo y tercer clasificado respectivamente, el suizo Marc Hirschi del Sunweb y el también esloveno Tadej Pogačar del UAE Emirates.
Inicialmente prevista para el 26 de abril, debido a la pandemia de COVID-19, donde la emergencia sanitaria por el virus SARS-CoV-2 había obligado la cancelación de diferentes eventos deportivos en todo el mundo, la carrera fue aplazada.

## Recorrido
La Lieja-Bastoña-Lieja dispuso de un recorrido total de 257 kilómetros similar con la edición anterior, la carrera iniciaba en el municipio francófono de Lieja en Bélgica, muy cerca de las fronteras con Alemania y Luxemburgo, siguiendo un recorrido con 11 cotas a través de toda la provincia de Lieja y la municipalidad de Bastoña dentro de la región de Valonia para finalizar nuevamente en Lieja.
| Número | Nombre                               | Longitud (m) | Pendiente media | Kilómetro |
| ------ | ------------------------------------ | ------------ | --------------- | --------- |
| 1      | Côte de la Rôche en Ardenne          | 2800         | 6,2 %           | 74,5      |
| 2      | Côte de Saint-Roch                   | 1000         | 11,2 %          | 122       |
| 3      | Côte de Mont-le-Soie                 | 1700         | 7,9 %           | 162,5     |
| 4      | Côte de Wanne                        | 3600         | 5,1 %           | 170,5     |
| 5      | Côte de Stockeu (Estela Eddy Merckx) | 1000         | 12,5 %          | 177,5     |
| 6      | Côte de la Haute-Levée               | 3600         | 5,6 %           | 183       |
| 7      | Col du Rosier                        | 4400         | 5,9 %           | 196       |
| 8      | Côte du Maquisard                    | 2500         | 5 %             | 208,5     |
| 9      | Côte de La Redoute                   | 2000         | 8,9 %           | 220       |
| 10     | Côte des Forges                      | 1300         | 7,8 %           | 232       |
| 11     | Côte de La Roche-aux-Faucons         | 1300         | 11 %            | 242       |

## Equipos participantes
Tomaron parte en la carrera 25 equipos: 19 de categoría UCI WorldTeam y 6 de categoría UCI ProTeam. Formaron así un pelotón de 175 ciclistas de los que acabaron 143. Los equipos participantes fueron:
| WorldTeams (19)- AG2R La Mondiale - Astana - Bahrain McLaren - Bora-Hansgrohe - CCC Team - Cofidis - Deceuninck-Quick Step - EF Pro Cycling - Groupama-FDJ - Israel Start-Up Nation - Lotto Soudal - Mitchelton-Scott - Movistar Team - NTT Pro Cycling - Ineos Grenadiers - Jumbo-Visma - Team Sunweb - Trek-Segafredo - UAE Team Emirates ProTeams (6)- Alpecin-Fenix - Bingoal-Wallonie Bruxelles - Circus-Wanty Gobert - Sport Vlaanderen-Baloise - Arkéa-Samsic - Total Direct Énergie |
| |

## Clasificación final
- La clasificación finalizó de la siguiente forma:[6]

| \| Clasificación general \| Clasificación general \| Clasificación general \| Clasificación general \| Clasificación general \| \| Ciclista \| Ciclista \| Equipo \| Tiempo \| \| \| --------------------- \| --------------------- \| --------------------- \| --------------------- \| --------------------- \| \| 1.º \| Primož Roglič \| Jumbo-Visma \| 6 h 32 min 02 s \| \| \| 2.º \| Marc Hirschi \| Team Sunweb \| + 0 s \| \| \| 3.º \| Tadej Pogačar \| UAE Team Emirates \| + 0 s \| \| \| 4.º \| Matej Mohorič \| Bahrain McLaren \| + 0 s \| \| \| 5.º \| Julian Alaphilippe \| Deceuninck-Quick Step \| + 0 s \| \| \| 6.º \| Mathieu van der Poel \| Alpecin-Fenix \| + 14 s \| \| \| 7.º \| Michael Woods \| EF Pro Cycling \| + 14 s \| \| \| 8.º \| Tiesj Benoot \| Team Sunweb \| + 14 s \| \| \| 9.º \| Warren Barguil \| Arkéa-Samsic \| + 14 s \| \| \| 10.º \| Michał Kwiatkowski \| Ineos Grenadiers \| + 14 s \| \| |                      |                       |                 |
| |                      |                       |                 |
| Fuente: ProCyclingStats |                      |                       |                 |
| Clasificación general |                      |                       |                 |
| Ciclista | Ciclista             | Equipo                | Tiempo          |
| 1.º | Primož Roglič        | Jumbo-Visma           | 6 h 32 min 02 s |
| 2.º | Marc Hirschi         | Team Sunweb           | + 0 s           |
| 3.º | Tadej Pogačar        | UAE Team Emirates     | + 0 s           |
| 4.º | Matej Mohorič        | Bahrain McLaren       | + 0 s           |
| 5.º | Julian Alaphilippe   | Deceuninck-Quick Step | + 0 s           |
| 6.º | Mathieu van der Poel | Alpecin-Fenix         | + 14 s          |
| 7.º | Michael Woods        | EF Pro Cycling        | + 14 s          |
| 8.º | Tiesj Benoot         | Team Sunweb           | + 14 s          |
| 9.º | Warren Barguil       | Arkéa-Samsic          | + 14 s          |
| 10.º | Michał Kwiatkowski   | Ineos Grenadiers      | + 14 s          |

## Ciclistas participantes y posiciones finales
Convenciones:
- AB: Abandono
- FLT: Retiro por llegada fuera del límite de tiempo
- NTS: No tomó la salida
- DES: Descalificado o expulsado

## UCI World Ranking
La Lieja-Bastoña-Lieja otorgó puntos para el UCI World Ranking para corredores de los equipos en las categorías UCI WorldTeam, UCI ProTeam y Continental. Las siguientes tablas son el baremo de puntuación y los 10 corredores que obtuvieron más puntos:
| Posición   | 1.º | 2.º | 3.º | 4.º | 5.º | 6.º | 7.º | 8.º | 9.º | 10.º | 11.º | 12.º | 13.º | 14.º | 15.º | 16.º-20.º | 21.º-30.º | 31.º-50.º | 51.º-55.º | 56.º-60.º |
| Puntuación | 500 | 400 | 325 | 275 | 225 | 175 | 150 | 125 | 100 | 85   | 70   | 60   | 50   | 40   | 35   | 30        | 20        | 10        | 5         | 3         |

| Clasificación |                      |                       |        |
| Ciclista      | Ciclista             | Equipo                | Puntos |
| ------------- | -------------------- | --------------------- | ------ |
| 1.º           | Primož Roglič        | Jumbo-Visma           | 500    |
| 2.º           | Marc Hirschi         | Sunweb                | 400    |
| 3.º           | Tadej Pogačar        | UAE Emirates          | 325    |
| 4.º           | Matej Mohorič        | Bahrain McLaren       | 275    |
| 5.º           | Julian Alaphilippe   | Deceuninck-Quick Step | 225    |
| 6.º           | Mathieu van der Poel | Alpecin-Fenix         | 175    |
| 7.º           | Michael Woods        | EF                    | 150    |
| 8.º           | Tiesj Benoot         | Sunweb                | 125    |
| 9.º           | Warren Barguil       | Arkéa Samsic          | 100    |
| 10.º          | Michał Kwiatkowski   | INEOS Grenadiers      | 85     |